# Ebniterstraße

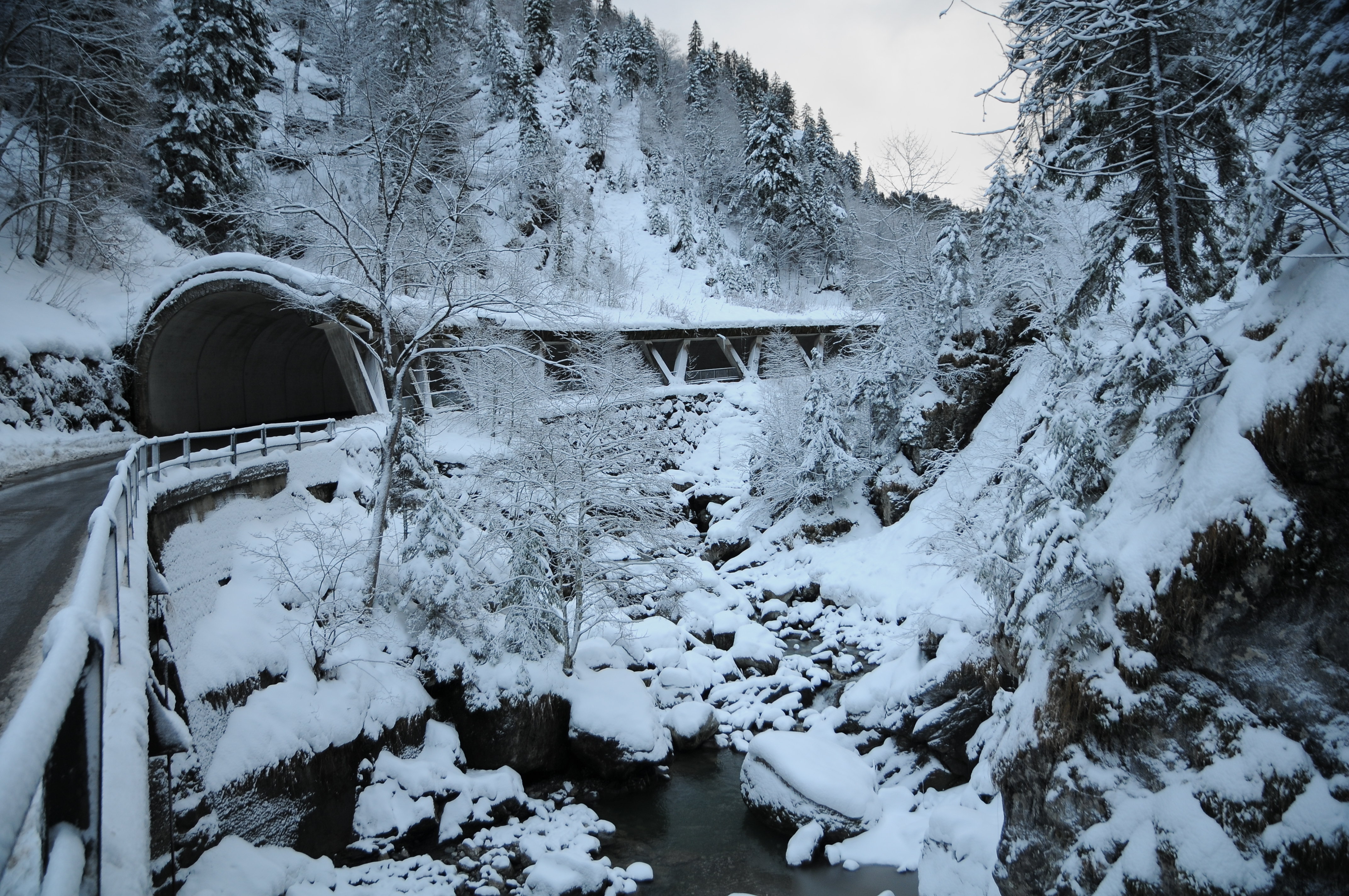
Schutzgalerie als Teil der Ebniterstraße

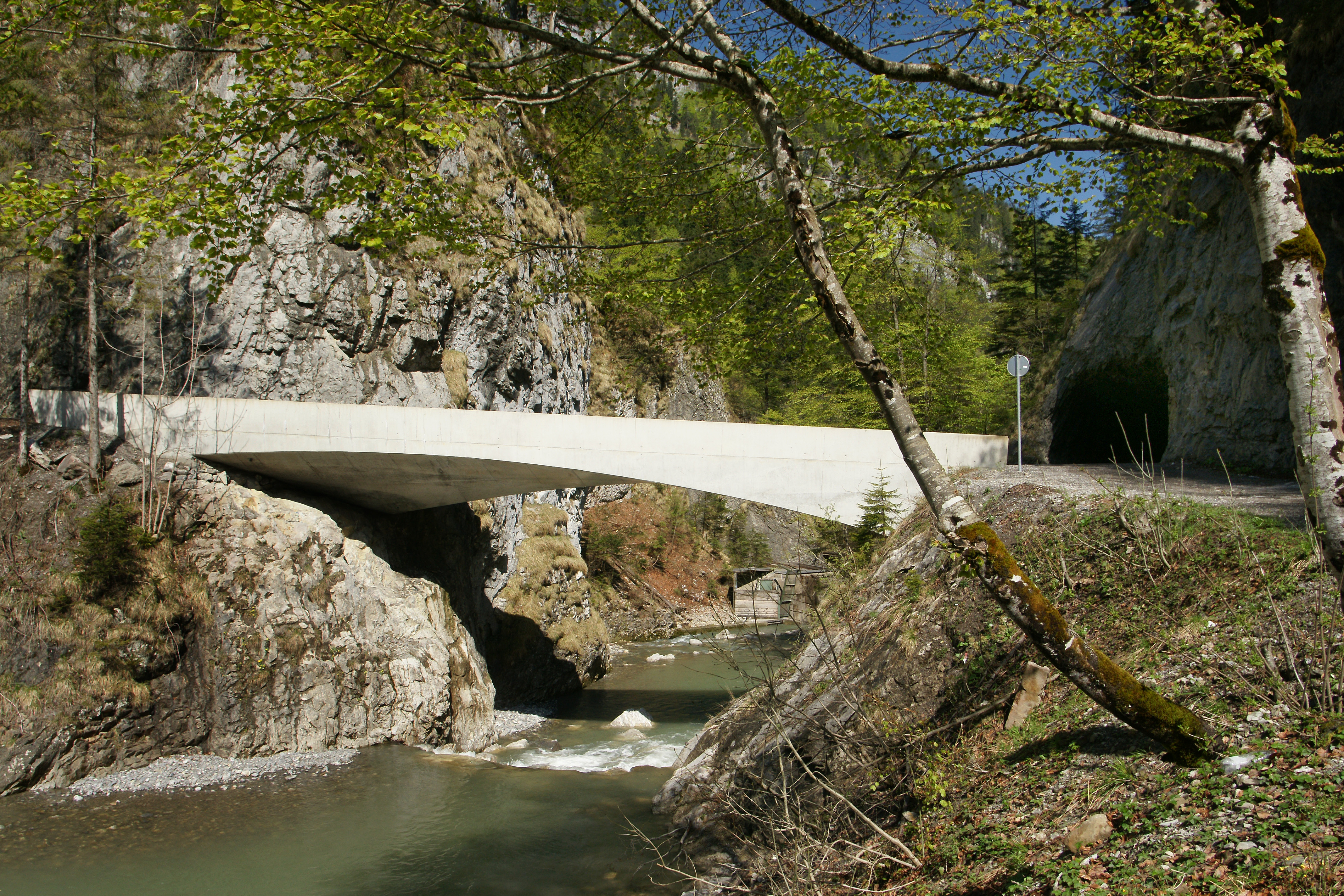
Die Schanerlochbrücke, ein mit mehreren Architekturpreisen ausgezeichnetes Brückenbauwerk, als Teil der Ebniterstraße

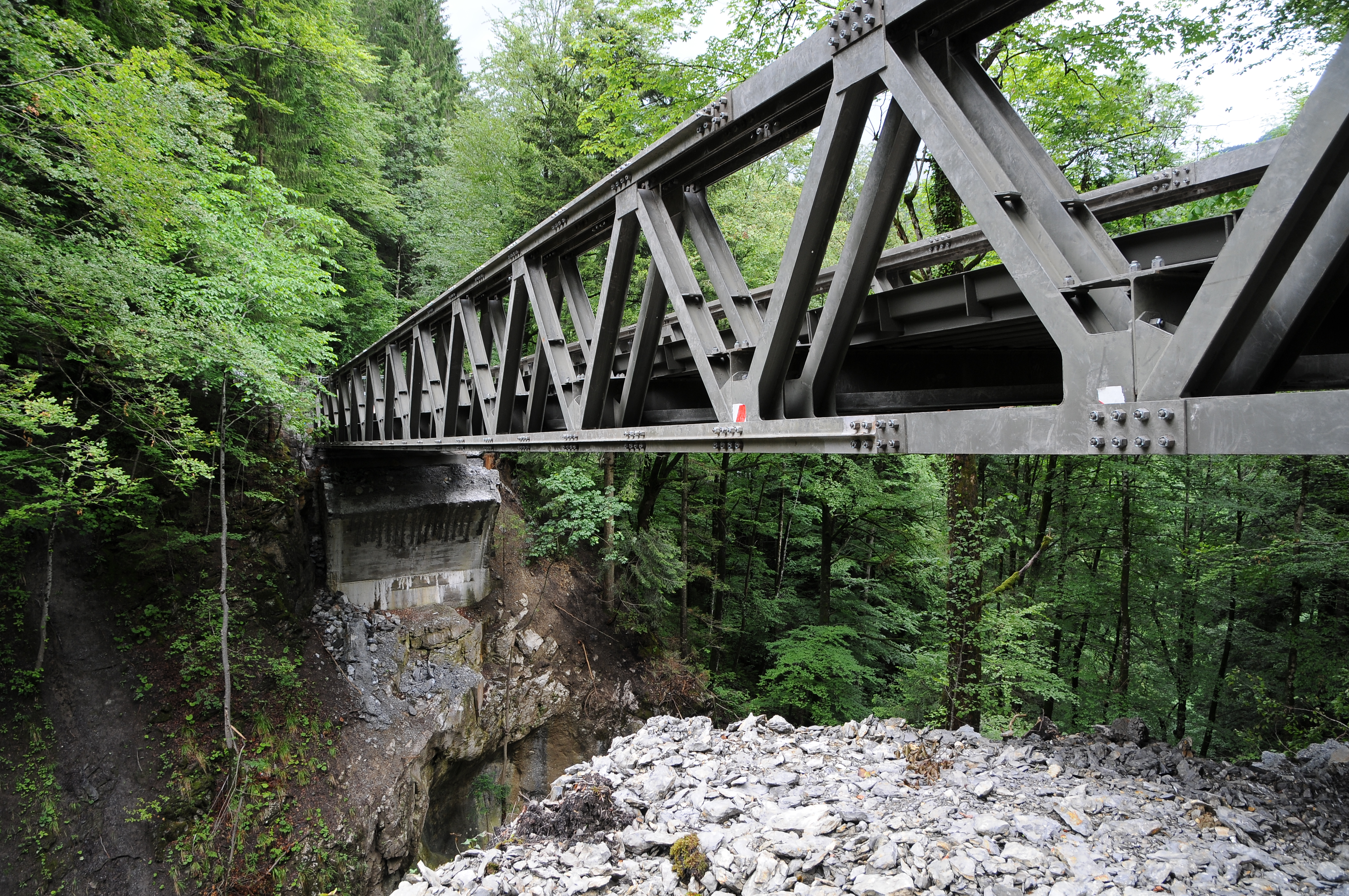
Die behelfsmäßige Rappenlochbrücke über die Rappenlochschlucht (2016–2020)

Die Ebniterstraße ist eine etwa 10 Kilometer lange Gebirgsstraße, die die Stadt Dornbirn im österreichischen Bundesland Vorarlberg mit dem zu Dornbirn gehörenden Bergdorf Ebnit verbindet. Die Straße führt durch das Ebniter Tal vom Gütle (⊙) bis ins Ebniter Dorfzentrum und wurde im Jahr 1927 fertiggestellt.
Die Geographie des engen Tals der Ebniterach ist bestimmend dafür, dass die Streckenführung der Ebniterstraße äußerst kurvenreich und mit zahlreichen Brücken, Galerien und Tunneln versehen ist.

## Geschichte
Zum Beginn des 20. Jahrhunderts war die kleine Walsersiedlung Ebnit, gelegen auf einer Höhe von etwa 1000 m ü. A. auf einer abschüssigen Freifläche im Tal der Ebniterach, eine eigenständige politische Gemeinde. Diese war jedoch nur über das Fluhereck von Hohenems aus bzw. sehr gefährlich und beschwerlich über den Spätenbachweg und den Hohen Gang erreichbar. Es drohte daher die Entvölkerung der Gemeinde, da zahlreiche Ebniter auf Arbeitsstellen im Rheintal angewiesen waren. Aus diesem Grund richtete der Ebniter Pfarrer Josef Meusburger, der die Seelsorge der kleinen Gemeinde im August 1911 übernommen hatte und sich intensiv für den Aufbau moderner Infrastruktur in dem abgelegenen Bergdorf einsetzte, unmittelbar nach dem Ersten Weltkrieg einen Hilferuf an das Land Vorarlberg. Ab dem Jahr 1920 wurde daher mit der Planung einer Straßenverbindung von Dornbirn her durch das Tal der Ebniterach begonnen.
Da die äußerst schwierigen und dadurch teuren Bauarbeiten die Finanzkraft der kleinen Gemeinde bei weitem überstiegen hätten, beteiligten sich auch das Land Vorarlberg und das Bundesministerium für Verkehrswesen der Republik Österreich an den Baukosten. Den Baukostenanteil der Gemeinde Ebnit wiederum stellte die Stadt Dornbirn als Vorschuss zur Verfügung. Dornbirn wiederum verfolgte mit der Beteiligung an den Bauarbeiten insbesondere das Ziel, die Bewirtschaftung der Gemeindewälder im Umfeld der Ebniterach zu erleichtern.
Die umfangreichen und kräftezehrenden Bauarbeiten der neuen Straßenführung ab der Abzweigung des Knopfwegs, knapp oberhalb der Rappenlochschlucht, begannen unter schwierigsten Bedingungen im Jahr 1921. Insbesondere das Terrain machte den Ingenieuren und Bauarbeitern schwer zu schaffen, da zahlreiche Brücken, Galerien, Stützbauwerke, Hangabtragungen und Tunnel errichtet werden mussten, um eine Straße tief im Tal der Ebniterach errichten zu können. Als das Bauwerk schließlich im Jahr 1927 fertiggestellt werden konnte, kam es noch im selben Jahr unabhängig davon zu einem schweren Brandunglück im Zentrum von Ebnit, bei dem unter anderem die Kirche, die Schule und das Pfarrhaus zerstört wurden. Diese Situation führte die Gemeinde Ebnit in so schwere finanzielle Bedrängnis, dass sie ihre Schulden schließlich nicht mehr selbst tragen konnte und im Jahr 1932 der Stadt Dornbirn einverleibt wurde. Die letzten provisorischen Brücken wurden schließlich erst im Jahr 1936 fertiggestellt, sodass die nunmehr vollkommen fertige Straße am 6. September 1936 unter Bürgermeister Ludwig Rinderer offiziell eröffnet wurde. Bei dieser Gelegenheit gab Rinderer die Gesamtkosten für die Errichtung der Ebniterstraße mit 631.000 Schilling an. Allerdings ist durch den Währungswechsel 1925 von der Krone zum Schilling deren inflationärer Umrechnungskurs, den der Bürgermeister der Berechnung zugrunde legte, nicht bekannt und die Gesamtsumme daher fragwürdig.

## Bauwerke
Für die nur 9,05 km lange Ebniterstraße wurden 115 Stützmauern mit einer Gesamtfläche von 8.500 m², 14 Brücken mit einer Gesamtfläche von 900 m², 10 Tunnel bzw. Galerien mit einer Gesamtlänge von ca. 550 lfm, 32 Durchlässe/Bachquerungen mit einer Gesamtlänge von ca. 400 lfm, 13 Steinschlagschutz- bzw. Felssicherungen mit einer Gesamtlänge von ca. 450 lfm sowie 59 Leiteinrichtungen mit einer Gesamtlänge von ca. 2.700 lfm errichtet. Die asphaltierte Fläche beträgt (2016) rund 55.000 m².

### Brückenbauwerke
Am 10. Mai 2011 stürzte die 1955 neu errichtete Rappenlochbrücke, ein Brückenbauwerk, das die Rappenlochschlucht an ihrer engsten und steilsten Stelle in etwa 70 m Höhe überquerte, aufgrund eines plötzlichen Felssturzes in sich zusammen. Eine Stahlfachwerk-Behelfsbrücke des Bundesheers, welche auf die dazu zusätzlich im Fels verankerten Widerlager der eingestürzten Gewölbebrücke aufgelegt wurde, ersetzte schließlich das alte steinerne Brückenbauwerk. Auch am 29. Februar 2012 kam es durch einen Felssturz auf eine Brücke der Ebniterstraße zu einer mehrtägigen Unterbrechung der Verbindung. Es war bereits damals zunächst geplant, dass die provisorische Rappenlochbrücke durch einen Neubau ersetzt wird.
In der Nacht vom 18. auf den 19. März 2020 brachen 10.000 m³ Fels aus der Wand direkt unter dem südöstlichen Auflager der Behelfsbrücke aus. Die Brücke blieb aufgrund der nach dem Einsturz der Steinbrücke angebrachten, tief in den Fels hineinreichenden Verankerungen zwar stehen, sie war aber nicht mehr befahrbar und wurde am 26. März 2020 mit Hilfe von zwei großen Autokranen abgebaut. Die Hauptverbindung ins Ebnit führte nunmehr mittels einer Behelfsstraße kurz vor der ehemaligen Rappenlochbrücke hinab zum Staufensee, mit einer Brücke über eine Engstelle des Sees und dann auf der anderen Seite des Tals wieder zur ursprünglichen Straßenführung hinauf. Am 22. Juni 2021 wurde in der Dornbirner Stadtvertretung der Neubau der Rappenlochbrücke beschlossen. Dieser Neubau, dessen projektierte Spannweite von 62,63 m etwa doppelt so groß wie die der eingestürzten Brücke ist, wurde im Juni 2023 für den Verkehr freigegeben.
Insgesamt ist die Gebirgsstraße ein Verkehrsbauwerk, das ständiger intensiver Wartung und regelmäßiger Investitionen bedarf. Besonders während der Schneeschmelze wird sie durch Felsstürze oder Muren beschädigt und blockiert. Der Felssturz im März 2020 geschah, nachdem drei Tage zuvor eine markante Erwärmung mit frühlingshaften Temperaturen einsetzte.
Nach dem Neubau der Schanerloch- und der Schaufelschluchtbrücke (seit 2005) wurde 2016 auch die Kohlhaldenbrücke um- bzw. neu gebaut (Gestaltung: Marte.Marte Architekten, Feldkirch). Insgesamt ist eine Generalsanierung der gesamten Ebniterstraße geplant. Infolge des erneuten Felssturzes vom März 2020 wurden die bisherigen Planungen zur Erschließung des Ebnits per Straße allerdings in großem Maße überarbeitungsbedürftig.

## Öffentlicher Verkehr

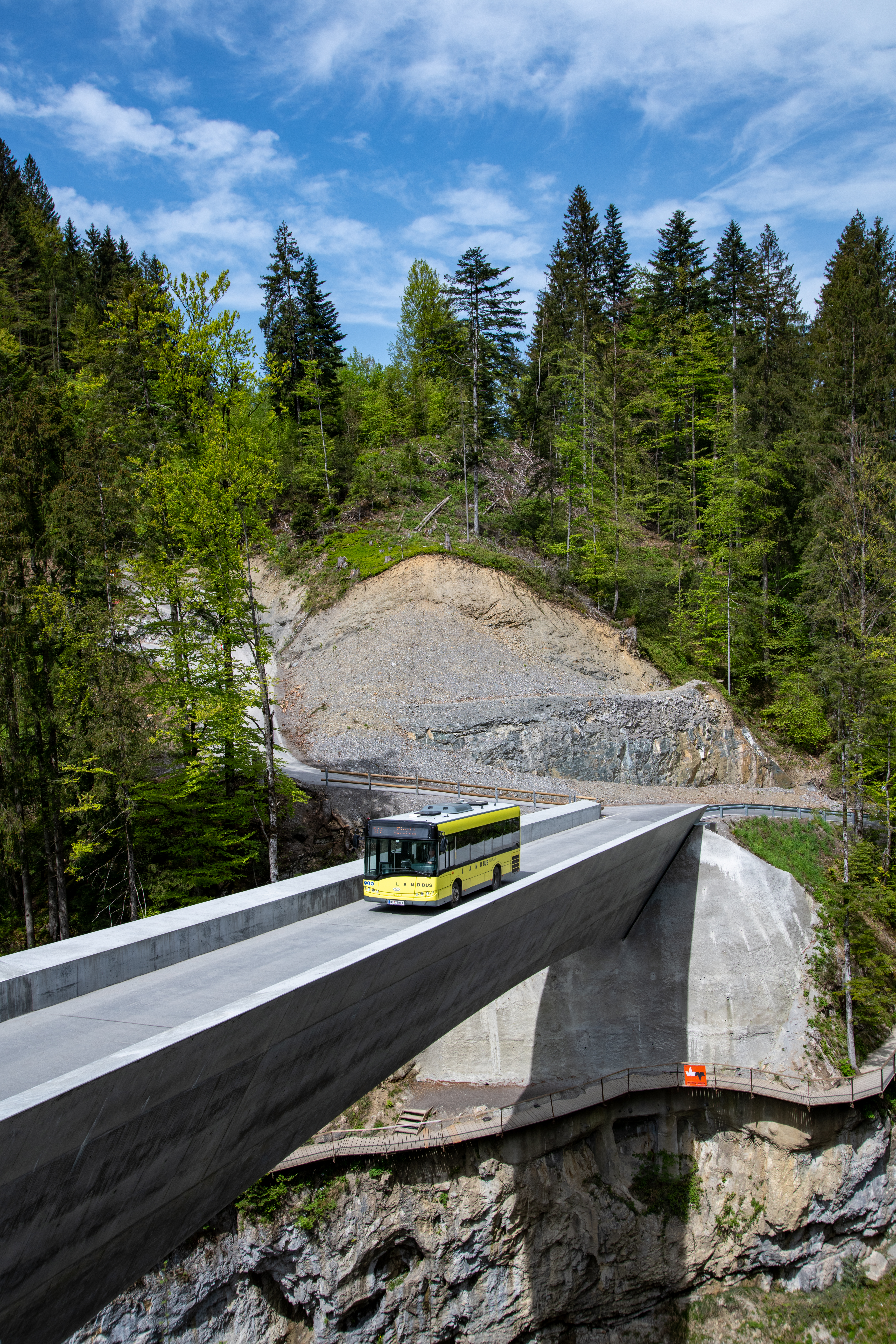
Bus der Linie 177 auf der Rappenlochbrücke (2024)

Seit dem 6. Dezember 1948 besteht zwischen Dornbirn und Ebnit auf der Ebniterstraße eine regelmäßig verkehrende Busverbindung im Rahmen des öffentlichen Verkehrs. Lange Zeit waren es Fahrzeuge des staatlichen österreichischen Postbusses, die die Verbindung von Dornbirn über Gütle und die Ebniterstraße nach Ebnit sicherstellten. Heute verkehrt hier die Linie 177 des Landbus Unterland stündlich mit einer Fahrzeit von 38 Minuten zwischen Dornbirn Bahnhof und Ebnit Heumöser.